# Direttiva sull'equipaggiamento marittimo

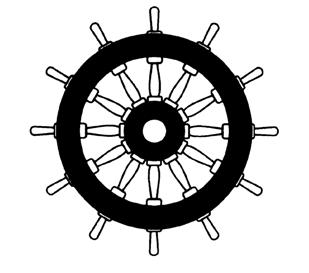
Marchio di conformità utilizzato per dichiarare la conformità alla Direttiva sull'equipaggiamento marittimo

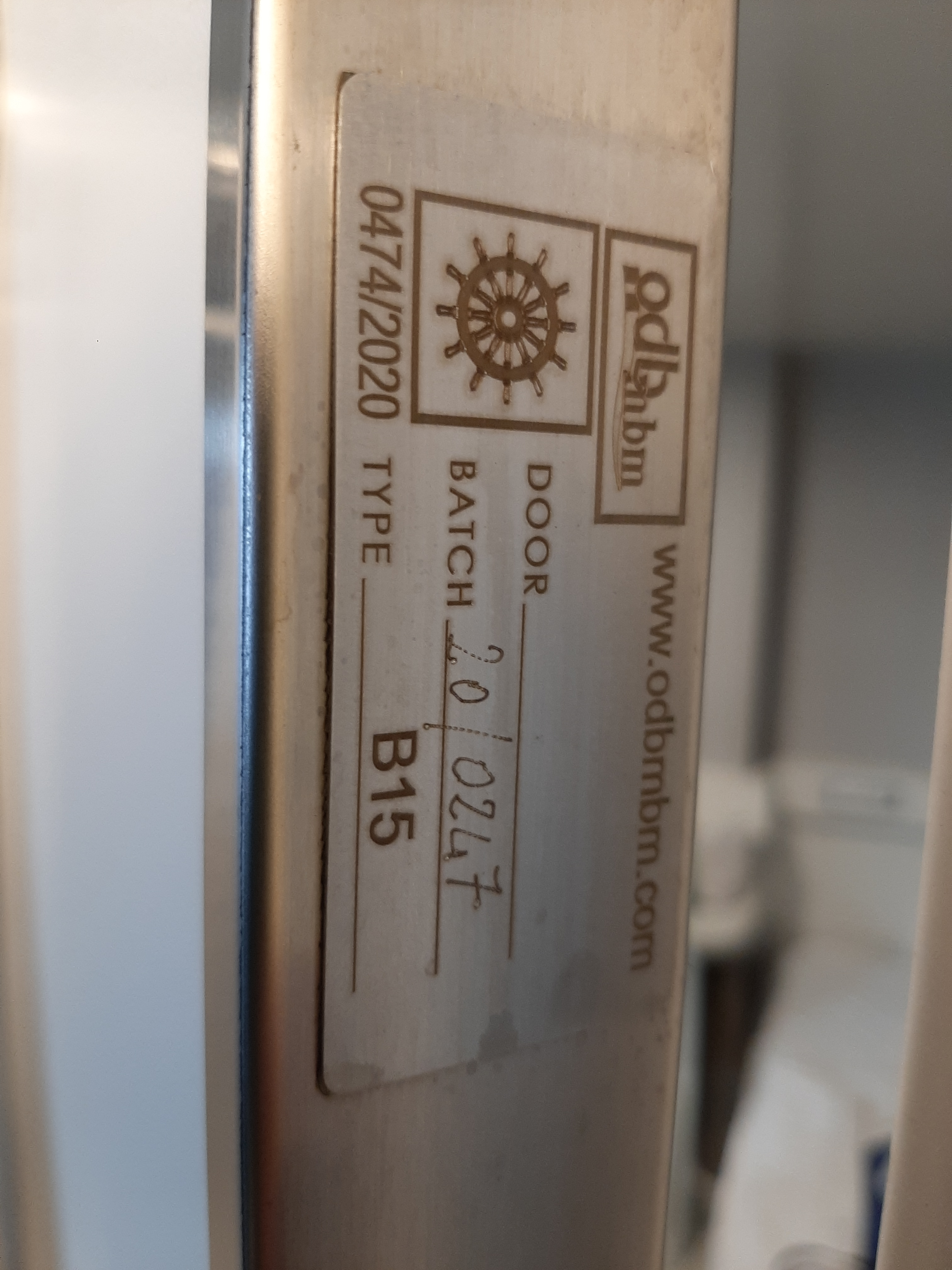
Marchio di conformità sulla targhetta di una porta all'interno di un traghetto

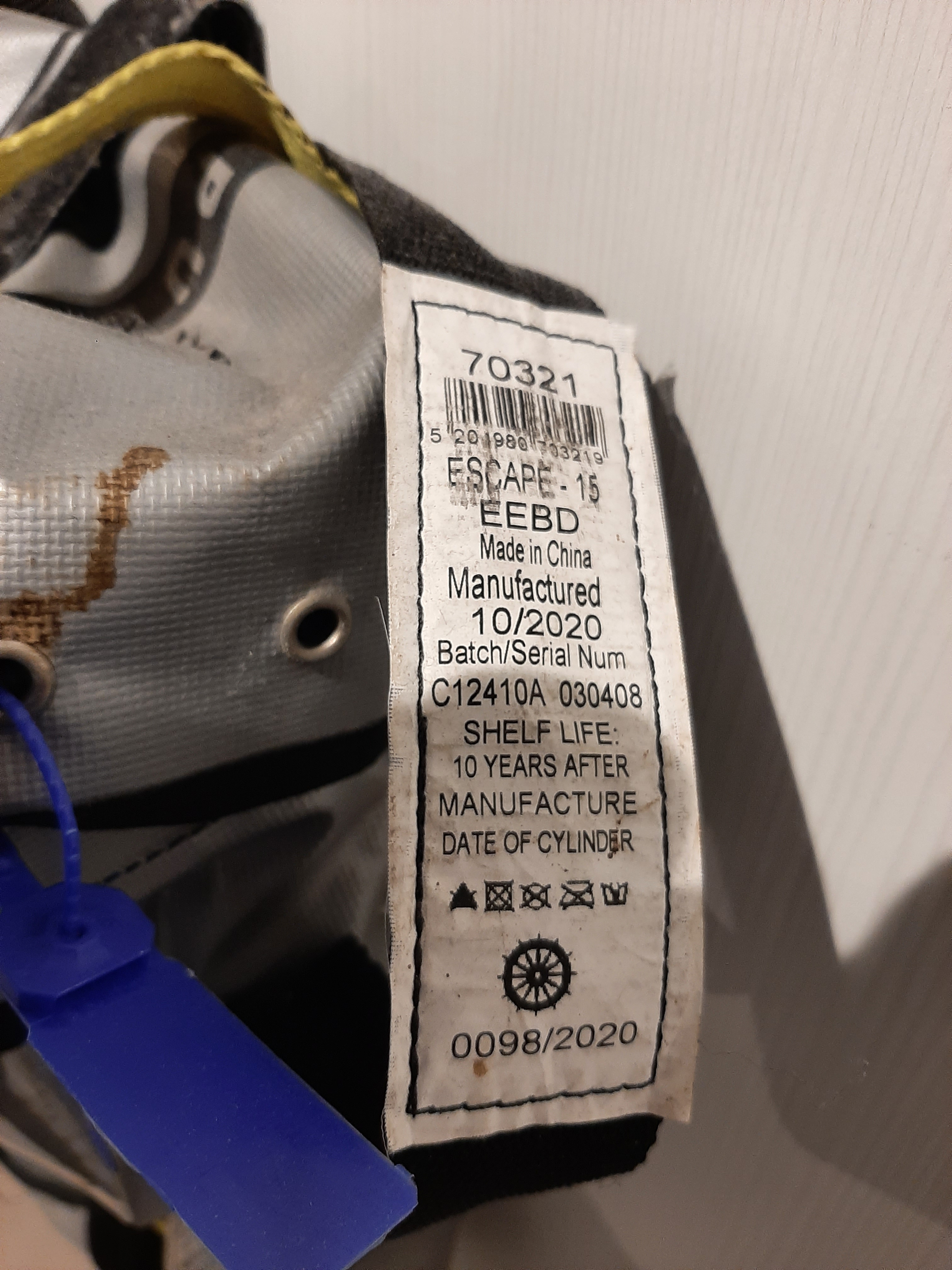
Marchio di conformità sull'etichetta di un dispositivo di respirazione di emergenza (Emergency Escape Breathing Device o EEBD)

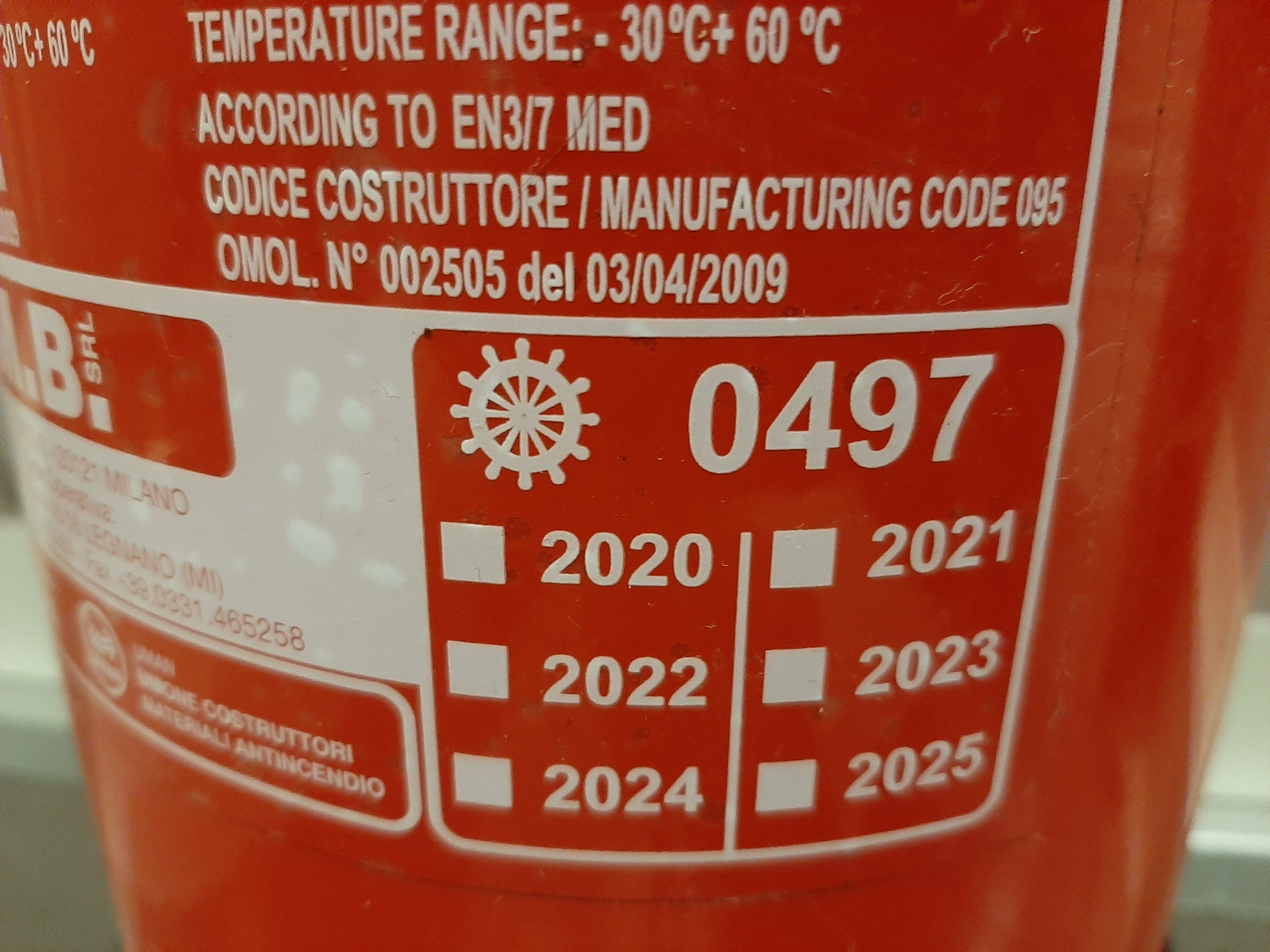
Marchio di conformità su un estintore, affiancato dal numero identificativo dell'organismo notificato

La Direttiva sull'equipaggiamento marittimo (o MED, dall'inglese Marine Equipment Directive) è una direttiva dell'Unione Europea riguardante la conformità degli equipaggiamenti marittimi da installare a bordo di navi dell'Unione Europea rispetto alla sicurezza in mare e all'inquinamento marino.
Tale direttiva si applica anche alle navi originariamente non europee che devono essere trasferite alla bandiera di uno stato membro dell'Unione Europea.

## Storia
La Direttiva sull'equipaggiamento marittimo è entrata in vigore il 17 febbraio 1997 come direttiva 96/98/CE del 20 dicembre 1996.
La nuova versione della direttiva, ovvero la direttiva 2014/90/UE del 23 luglio 2014, ha abrogato la direttiva 96/98/CE, con effetto a partire dal 18 settembre 2016.

## Obblighi
La Direttiva sull'equipaggiamento marittimo, per l'individuazione degli obblighi per la conformità degli equipaggiamenti, si avvale anzitutto delle specifiche e delle norme tecniche elaborate dall'Organizzazione marittima internazionale (IMO) e da altri organismi di normalizzazione. Nei casi in cui alcuni aspetti della sicurezza degli equipaggiamenti marittimi non siano ancora affrontati a sufficienza dall'IMO, sono inoltre adottate dalla Commissione Europea delle norme armonizzate in via provvisoria.
Analogamente alla marcatura CE, la marcatura degli equipaggiamenti marittimi richiede che il fabbricante predisponga un apposito fascicolo tecnico e svolga le procedure di valutazione della conformità applicabili al particolare prodotto, a cui segue, solo in caso di esito positivo (ovvero nel caso in cui il prodotto risulti pienamente conforme alla direttiva) la stesura della dichiarazione UE di conformità.
La direttiva, oltre agli ulteriori obblighi per gli operatori economici (fabbricanti, importatori e distributori), specifica inoltre gli elementi minimi obbligatori che deve contenere la targhetta del prodotto, tra cui le informazioni sul fabbricante e l'apposito marchio di conformità sull'equipaggiamento marittimo.

### Marchio di conformità
Per dimostrare la conformità rispetto alla Direttiva sull'equipaggiamento marittimo, una volta rispettati gli altri obblighi della direttiva, i fabbricanti appongono sugli equipaggiamenti marittimi un apposito marchio di conformità, che raffigura il timone di una nave.
Analogamente al caso del marchio CE, il marchio di conformità sull'equipaggiamento marittimo deve essere apposto sul prodotto o sulla sua targhetta segnaletica (detta anche "etichetta identificativa") in modo visibile, leggibile e indelebile, ed è affiancato dall'eventuale numero identificativo dell'organismo notificato (apposto sulla targhetta dallo stesso organismo notificato).

## Database MarED
Il database dei prodotti MarED contiene informazioni sulle apparecchiature autorizzate da installare su navi mercantili battenti bandiera dell'UE secondo la direttiva europea sull'equipaggiamento marittimo. L'accesso al database MarED e al sito web MarED è disponibile al pubblico, ma limitato ai soli utenti registrati. La registrazione è gratuita.
Il database contiene dati sui prodotti approvati ai sensi della direttiva UE sull'equipaggiamento marittimo e sui prodotti approvati ai sensi del Accordo di mutuo riconoscimento con gli Stati Uniti d'America.